# Bernd Rothmann
Bernd Rothmann, auch Bernhard Rottmann (* 1495 in Stadtlohn bei Borken; † wohl nach 1535), war der Hauptprediger der Täuferbewegung in Münster. Als deren intellektueller Kopf war er, neben dem Kanzler Heinrich Krechting und dem Mundschenk Wolter Schemering, eine der wenigen Führungsfiguren, die nach der Erstürmung der Stadt Münster durch den belagernden protestantisch gesinnten Bischof Franz von Waldeck offensichtlich fliehen konnten. Rothmann oder dessen Leiche wurden jedenfalls nicht in der erstürmten Stadt gefunden; abgesehen von unbestätigten Zeitzeugenerwähnungen, nach denen er danach in Oldenburg, Lübeck und Rostock gesehen worden sein soll, fehlt aber auch jede Spur von Rothmann nach 1535.

## Leben
Rothmann hatte zunächst das Predigeramt an der Kirche St. Mauritz, danach an St. Lamberti in Münster inne.
Mit Luther sympathisierende Kaufleute, dazu soll auch der frühere Münsteraner Bürgermeister Johann VII. Droste zu Hülshoff (1467–1539) gehört haben, finanzierten Rothmann eine Reise nach Marburg und Wittenberg, wo er mit Philipp Melanchthon und Johannes Bugenhagen in Kontakt trat. Er probierte mehrere reformatorische Richtungen aus, bevor er sich dem von Melchior Hofmann geprägten Täufertum zuwandte. Als Zwinglianer teilte er das Abendmahl in Form von Stuten aus, was ihm den Spitznamen Stutenbernd eintrug.
1534 veröffentlichte er eine Schrift (Bekentones des globens und lebens der gemein Christe zu Monster), die so weite Verbreitung fand, dass der aus Pente stammende Sekretär des Herzogs von Braunschweig-Lüneburg Wichmann (Wichmannus Bramescanus) eine Widerlegung der Münsterischen newen Valentinianer- und Donatistenbekanntnisses veranlasste, um eine weitere Stärkung des sogenannten Wiedertäufertums bei den Christen zu Osnabrück inn Westfalen zu verhindern.

## Werk (Auswahl)
- Eyn kortte Bekantnisse der Lere, so H. Berndt Rothman van Statloen tho Sant Mauritius vör der Stat Münster prediket hefft. (1532)
- Confessionis Doctrinae Bernhardi Rothmanni Stadlonensis, Ecclesiastae Mauritani, Epitome. (1532)
- Bekenntnisse von beyden Sacramenten, Doepe vnde Nachtmaele, der Praedicanten tho Munster (1533)
- Bekentones des Globens und Lebens der Gemein Christe zu Monster.  (1534)
- Eyne Restitution edder eine Wedderstellinge rechter vnnde gesunder christliker Leer, Gelouens vnde Leuens vth Gades Genaden durch de Gemeinte Christi tho Munster an den Dach (= „Tag“) gegeuenn (1534)
- Eyn gantz troestlick Bericht van der Wrake vnde Straffe des babilonischen Gruwels, an alle waren Israeliten vnd Bundtgenoten Christi, hir vnde dar vorstroyet, durch die Gemeinte Christi tho Munster (1534)
- Van erdesscher (= „irdischer“) unnde tyliker (= „zeitlicher“) Gewalt. Bericht uith gotlyker (= „göttlicher“) Schryfft. (1535)
- Van verborgenheit || der Schrifft deß Rykes CHRJSTJ/ vnde van dem || daghe des Heeren/ durch de ghe=||meynte Christi tho || Muenster.|| ... (1535) (Online: ULB Münster)

## Ausgaben
- Die Schriften Bernhard Rothmanns. Bearbeitet von Robert Stupperich (= Die Schriften der münsterischen Täufer und ihrer Gegner, Teil 1. - Veröffentlichungen der Historischen Kommission für Westfalen; 32,1). Münster: Aschendorff, 1970.
- Schriften von evangelischer Seite gegen die Täufer. Bearbeitet von Robert Stupperich (= Die Schriften der münsterischen Täufer und ihrer Gegner, Teil 3. - Veröffentlichungen der Historischen Kommission für Westfalen; 32,3). Münster: Aschendorff, 1983.

## Belletristik
- Adolf Stern: Die Wiedertäufer. Historische Novelle. Leipzig 1866: Rothmann ist eine der Hauptfiguren in dieser historischen Novelle.